# Marina Marx

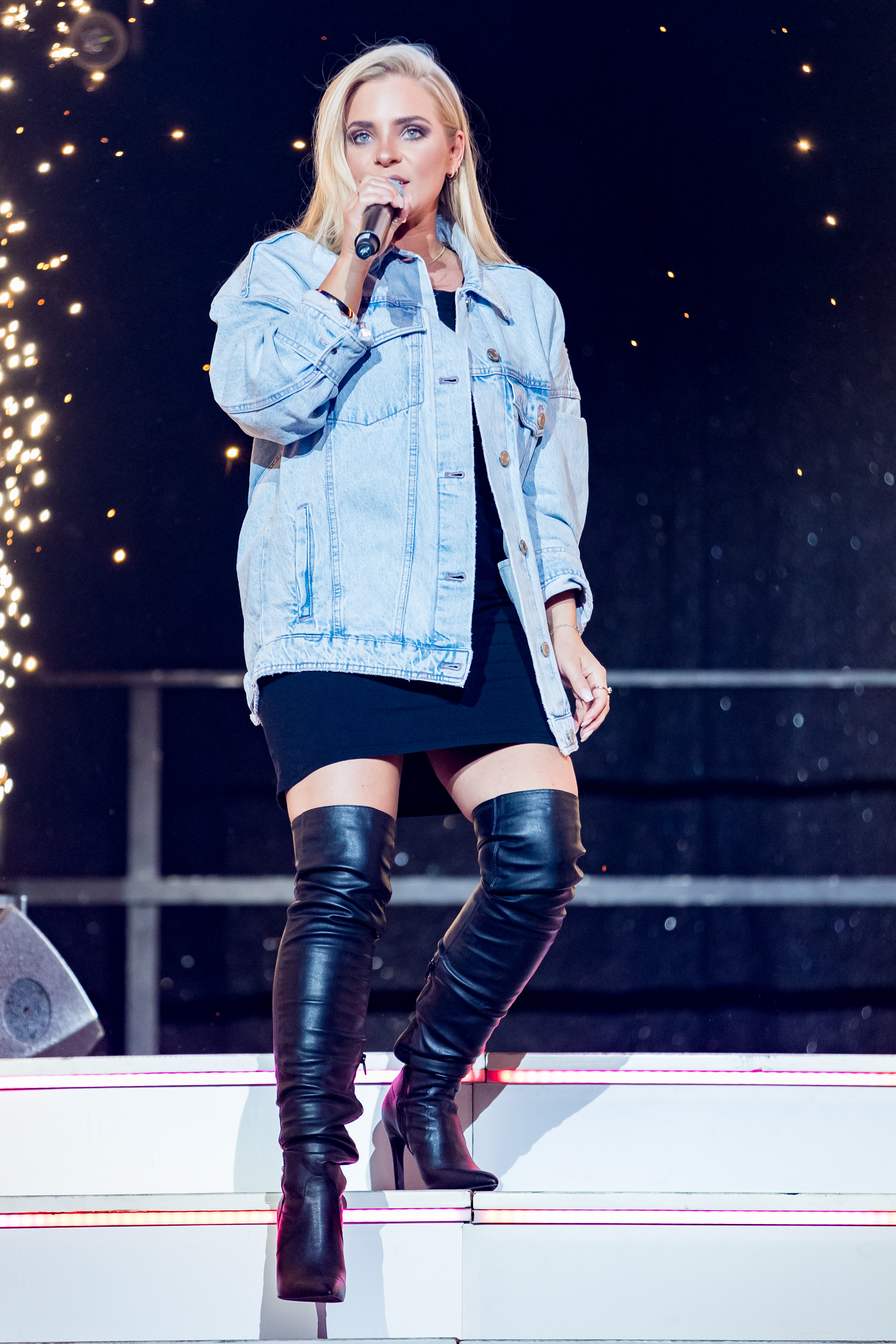
Marina Marx (2022)

Marina Marx (* 1. Oktober 1990 in Laupheim, Baden-Württemberg; eigentlich Marina Mast) ist eine deutsche Sängerin. Neben ihrer Tätigkeit als Musikerin und Songwriterin, arbeitet sie als Vocalcoach und für ein Kosmetik Start-up-Unternehmen.

## Leben
Marina Marx wuchs in Laupheim auf und begann schon in der Grundschulzeit mit ihrer musikalischen Ausbildung. Sie nahm Gitarren-, Klavier-, und Gesangsunterricht, sang im Schulchor und war Sängerin der Schulband. Nachdem sie Erfahrungen in ersten eigenen (Rock-)Bands und im Songwriting gesammelt hatte, sowohl englisch- als auch deutschsprachig, war sie während ihrer Studentenzeit in Hamburg als Straßenmusikerin unterwegs. Marina absolvierte die Weiterbildung zur Friseurmeisterin und studierte in Hamburg von 2011 bis 2015 Berufsschullehramt. Von 2015 bis 2018 war sie Frontsängerin der Coverband Cops Unlimited, deren restliche Bandmitglieder Polizisten sind.
2016 nahm sie mit dem Song Ghost von Ella Henderson an der sechsten Staffel von The Voice of Germany teil, bei der sie dem Team Andreas Bourani angehörte und in Runde 2 in einem Song-Battle Lucie Fischer unterlag. Gemeinsam sangen sie den Song You oughta know von Alanis Morissette.
2018 durfte sie als Support die Boyband Feuerherz unterstützen. Damit einher ging ein Imagewechsel von einer Coverrock- zu einer Solokünstlerin. Ihren Künstlernamen änderte sie in Marina Marx. Charakteristisch ist ihre raue kräftige Stimme. Ihr Vorbild seit Kindheitstagen ist Tina Turner. Als weitere Einflüsse nennt sie neben rockigen Bands wie AC/DC und Guns n’ Roses auch Ina Müller, Carrie Underwood und Sarah Connor. Anfang 2019 erschien ihre erste Single One Night Stand, mit der sie in verschiedenen Schlagershows auftrat, unter anderem bei den Schlagerchampions auf Das Erste.
Im Mai 2020 erschien ihre zweite Single Der geilste Fehler. Dies ist auch der Titel ihres Debütalbums, das am 24. Juli 2020 erschienen ist und Platz 25 der deutschen Albumcharts erreichte.
Seit Frühjahr 2021 war sie mit dem Sänger von Feuerherz, Karsten Walter, liiert. Im Februar 2021 erschien das Duett der beiden Künstler Fahr zur Hölle. Im Oktober 2023 gaben sie ihre Trennung bekannt.
Am 16. August 2024 veröffentlichte Marina ihr zweites Studioalbum und bewegt sich wieder zurück zu ihren musikalischen Wurzeln zum Pop/Rock und Country. Die Künstlerin selbst behauptet, Musik nie in Schubladen gesteckt zu haben und sich nie als Schlagersängerin wahrgenommen zu haben.

## Diskografie
Studioalben

| Jahr | Titel Musiklabel                    | Höchstplatzierung, Gesamtwochen, AuszeichnungChartplatzierungen (Jahr, Titel, Musiklabel, Platzierungen, Wochen, Auszeichnungen, Anmerkungen) | Höchstplatzierung, Gesamtwochen, AuszeichnungChartplatzierungen (Jahr, Titel, Musiklabel, Platzierungen, Wochen, Auszeichnungen, Anmerkungen) | Höchstplatzierung, Gesamtwochen, AuszeichnungChartplatzierungen (Jahr, Titel, Musiklabel, Platzierungen, Wochen, Auszeichnungen, Anmerkungen) | Anmerkungen                           |
| Jahr | Titel Musiklabel                    | DE | AT | CH | Anmerkungen                           |
| ---- | ----------------------------------- | --- | --- | --- | ------------------------------------- |
| 2020 | Der geilste Fehler Ariola (Sony)    | DE25 (4 Wo.)DE | AT19 (2 Wo.)AT | CH21 (2 Wo.)CH | Erstveröffentlichung: 24. Juli 2020   |
| 2024 | Wahrheit oder Pflicht Ariola (Sony) | DE24 (1 Wo.)DE | AT18 (… Wo.)AT | CH28 (1 Wo.)CH | Erstveröffentlichung: 16. August 2024 |

## Auszeichnungen
- Smago! Award
  - 2021: für „Durchstarterin des Jahres und Hoffnungsträgerin des Rock-Schlagers“[8]